# Limusina
Limusina (português europeu) ou limusine (português brasileiro) (do francês: limousine) é um automóvel de grande porte e luxuoso. Seu chassi é geralmente estendido pelo fabricante a partir de modelos preexistentes de automóveis de luxo, e são tradicionalmente de cor preta ou branca.

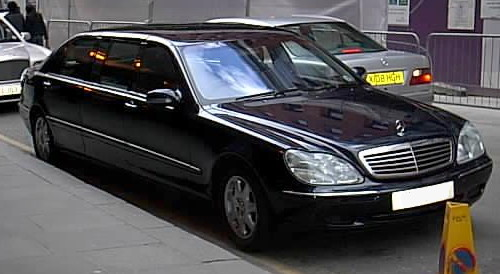
Uma limusina Mercedes-Benz S600 Pullman.

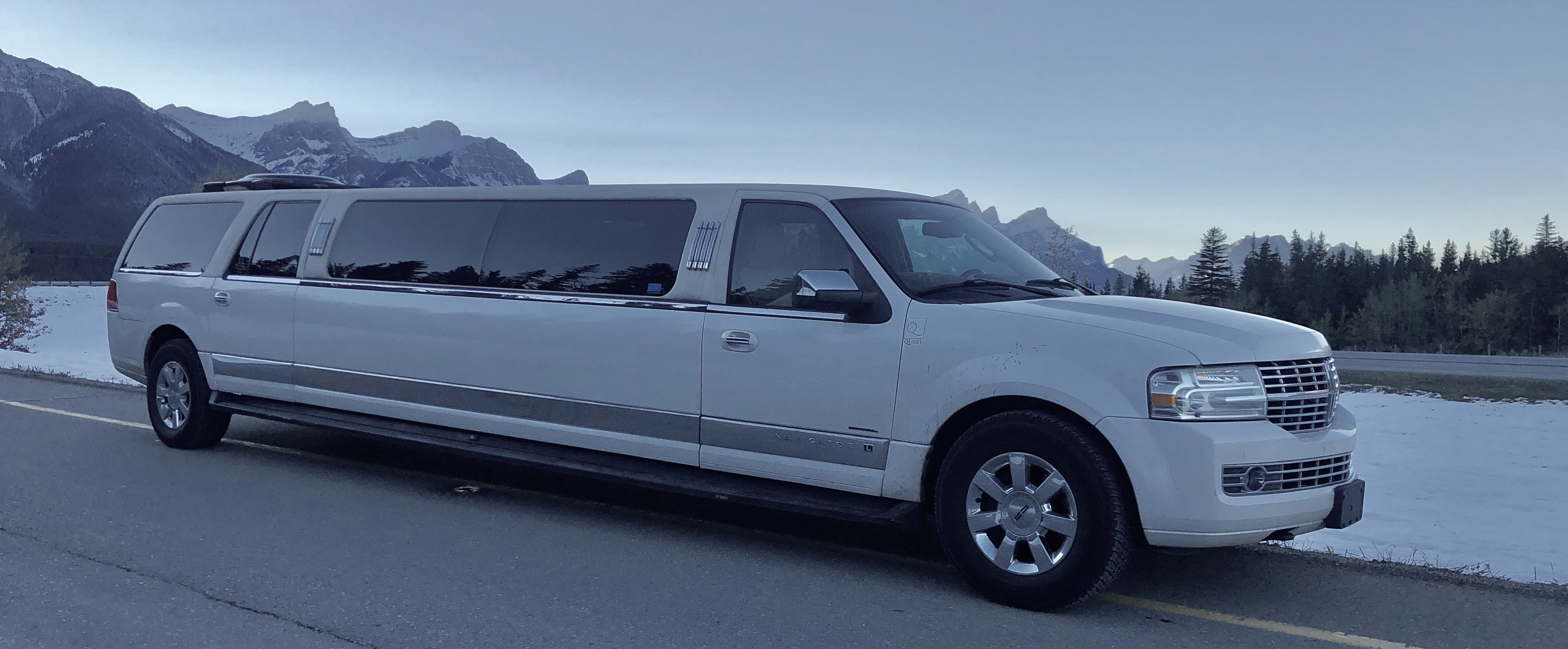
Uma limusina baseada no Lincoln Navigator.

Segundo a definição da ISO de outubro de 1971, uma limousine é uma carroçaria de automóvel fechada por um teto rígido fixo, com um para-brisas fixo, quatro ou seis portas laterais, seis vidros laterais no mínimo e com uma mala traseira sem comunicação direta com o habitáculo.
As limusinas são quase sempre conduzidas por choferes que têm um compartimento separado do restante do habitáculo e fazem muito sucesso entre pessoas ricas e celebridades. Algumas marcas famosas de limusinas são a Lincoln e a Cadillac. Outras marcas são Rolls Royce, Maybach e Mercedes Benz. Há algumas que têm TV, bares e espaço para oito pessoas.
Importante não confundir com o sentido da palavra em inglês, que significa também um veículo luxuoso dirigido por um chauffeur e não necessariamente tem a cabine estendida.